# 향로 (기독교)

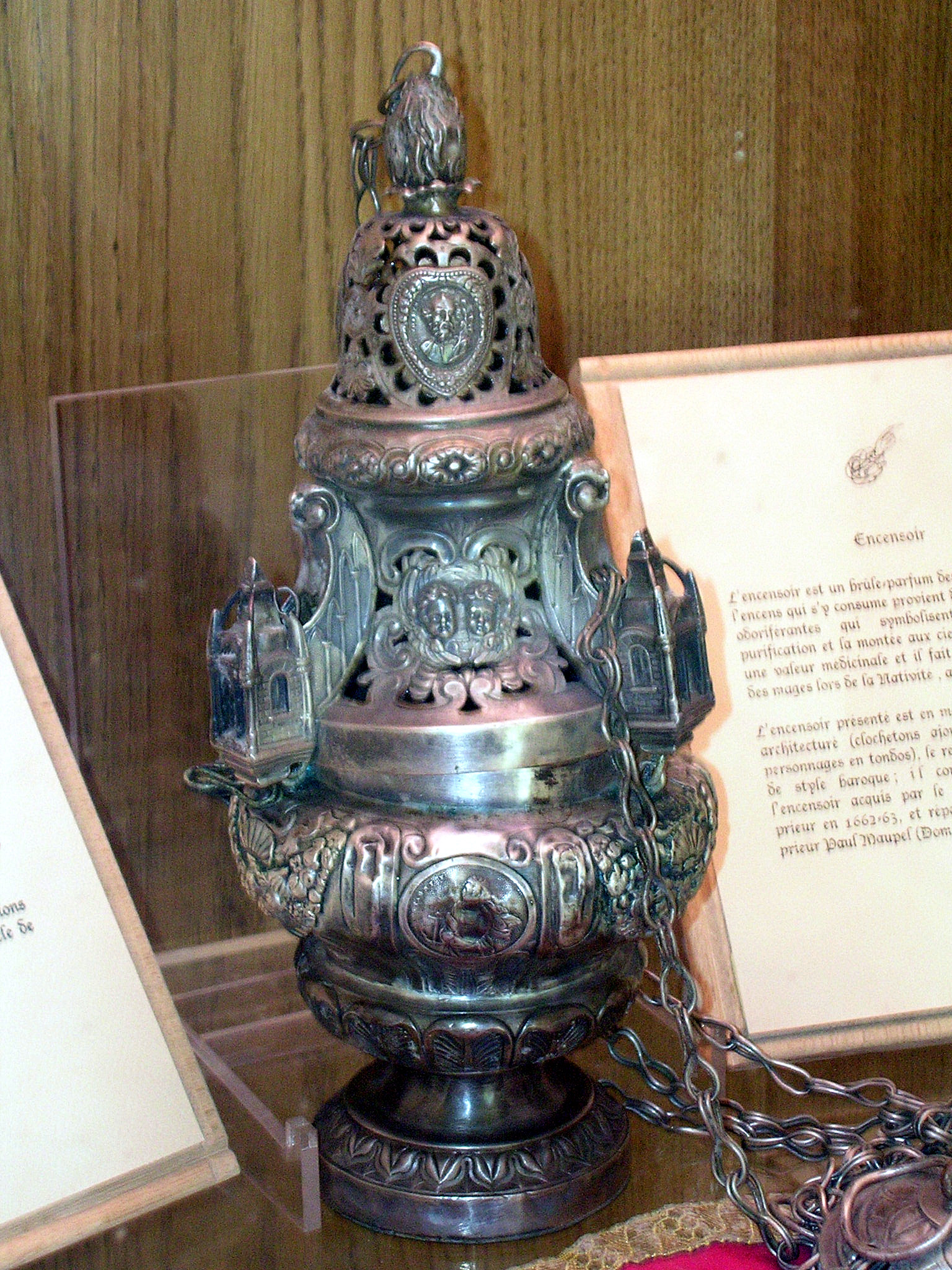
기독교 전례에서 사용하는 전통적인 모양의 향로. 이는 17세기의 작품이다.

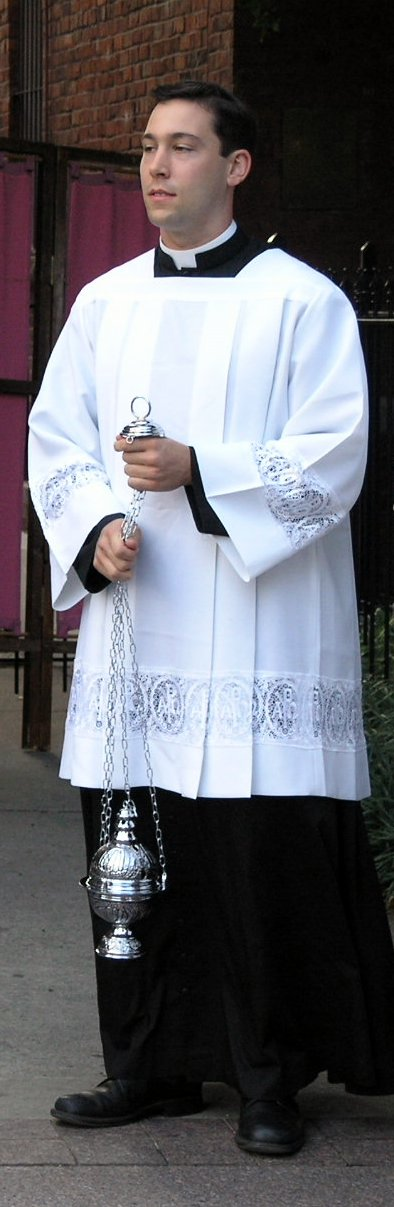
향로 봉사자가 손에 향로를 들고 있다.

향로(라틴어:thuribulum)는 기독교에서 향로 봉사자가 사용하는 전례용품을 말한다.
로마 가톨릭교회의 전례에서, 향로 봉사자와 향 그릇 봉사자가 따로 있으면 각기 향로와 향 그릇을 들고 주교나 사제에게 다가간다.
만약 향 그릇 봉사자가 따로 있지 않으면 향로 봉사자가 향로와 향 그릇을 둘 다 운반하면서 왼손에는 불붙은 숯을 넣은 향로를 들고 오른손에는 향과 수저가 든 향 그릇을 들고 다가갈 수 있다. 이때 주례 주교나 사제가 쉽게 향 그릇에서 향을 수저로 떠서 향로에 넣을 수 있도록 향로의 위쪽 부분을 조금 열고 향로의 고리 부분을 왼손에 잡고 오른손에 향 그릇을 든다.

## 같이 보기
- 향로 봉사자
- 향
- 향 그릇
- 분향
- 향 그릇 봉사자